# Paul Atkinson
Paul Atkinson, né le 19 mars 1946, sous le nom de Paul Ashley Warren Atkinson, à Cuffley, Hertfordshire, Royaume-Uni, mort le 1er avril 2004, fut le guitariste du groupe The Zombies.
Il fut aussi membre de plusieurs groupes tel ABBA, Bruce Hornsby, Mr. Mister, Judas Priest et Michael Penn.